# Anita Morris
Anita Rose Morris (Durham, 14 marzo 1943 – Los Angeles, 2 marzo 1994) è stata un'attrice e cantante statunitense.

## Carriera
Tra i suoi ruoli cinematografici, quello dell'amante di Rob Lowe in Hotel New Hampshire (1984), e quello di Carol Dodsworth, l'amante di Danny DeVito in Per favore, ammazzatemi mia moglie (1986). Per quanto riguarda il teatro, ebbe la parte di Carla nel musical Nine, per cui ottenne la candidatura al Tony Award alla miglior attrice non protagonista in un musical nel 1982. Recitò inoltre in Jesus Christ Superstar, I maledetti di Broadway, 18 Again!, Benvenuti a Radioland.
Durante gli anni ottanta e i primi anni novanta apparve in sitcom e fiction tra cui Miami Vice, La signora in giallo, Casalingo Superpiù, Cin cin, Melrose Place, Matlock, I racconti della cripta e Tutti al college. Nel 1984 apparve anche nel video musicale She Was Hot dei Rolling Stones.

## Vita personale
Anita Morris era moglie dell'attore Grover Dale, dal quale ebbe un figlio, James Badge Dale. Morì a Los Angeles, a 50 anni, di cancro ovarico.

## Filmografia parziale

### Cinema
- Jeans dagli occhi rosa (So Fine), regia di Andrew Bergman (1981)
- Hotel New Hampshire (The Hotel New Hampshire), regia di Tony Richardson (1984)
- Maria's Lovers, regia di Andrej Končalovskij (1984)
- Absolute Beginners, regia di Julien Temple (1986)
- Per favore, ammazzatemi mia moglie (Ruthless People), regia del trio Zucker-Abrahams-Zucker (1986)
- Aria - film collettivo (1987)
- 18 Again!, regia di Paul Flaherty (1988)
- I maledetti di Broadway (Bloodhounds of Broadway), regia di Howard Brookner (1989)
- Balle spaziali 2 - La vendetta (Martians Go Home), regia di David Odell (1989)
- Cercasi un colpevole disperatamente (Off and Running), regia di Edward Bianchi (1991)
- La piccola milionaria (Little Miss Millions), regia di Jim Wynorski (1993)
- Harry e Carota (Me and the Kid), regia di Dan Curtis (1993)
- Benvenuti a Radioland (Radioland Murders), regia di Mel Smith (1994)

### Televisione
- Cin cin (Cheers) – serie TV, 1 episodio (1987)
- Miami Vice – serie TV, episodio 4x02 (1987)
- La signora in giallo (Murder, She Wrote) – serie TV, episodio 5x11 (1989)
- I racconti della cripta (Tales from the Crypt) – serie TV, 1 episodio (1991)
- Melrose Place – serie TV, 1 episodio (1992)
- Matlock – serie TV, 2 episodi (1992)
- Tutti al college (A Different World) – serie TV, 1 episodio (1992)

## Doppiatrici italiane
Nelle versioni in italiano dei suoi film, Anita Morris è stata doppiata da:
- Germana Dominici in Per favore, ammazzatemi mia moglie
- Maria Pia Di Meo in I maledetti di Broadway
- Marina Tagliaferri in Benvenuti a Radioland